# Arwa al-Sulayhi
Arwa al-Sulayhi (på arabiska: أروى بنت أحمد بن محمد بن جعفر بن موسى الصليحي الإسماعيلية eller ʾArwà bint ʾAḥmad bin Muḥammad bin Jaʿafar bin Mūsà al-Ṣulayḥī al-ʾIsmāʿīliyyä), född 1048, död 1138, var regerande monark (drottning) av Jemen från 1067 till 1138. Hon regerade först i samregering med sina två makar och svärmor, och sedan ensam. Hon beskrivs som den största regenten i Sulayhiddynastin, hon var den regent ur denna dynasti som regerat längst, och hon var också den första kvinnan med titeln hujja, vilket förklarade henne för Guds levande vilja under sin livstid inom shiaislams ismailism. 
Hon är vid sidan Asma bint Shihab en av endast två kvinnliga makthavare i den muslimska Arabvärldens historia, som har fått khutba läst i sitt namn som monark. Hon är känd under namnen Sayyida Hurra (arabiska: السيدة الحرة eller al-Sayyidä al-Ḥurrä); "Den nobla damen" ; al-Malika al-Hurra (الملكة الحرة al-Ḥurrätu 'l-Malikä) "Den nobla drottningen", och (ملكة سبأ الصغيرة Malikät Sabāʾ al-sagera); "Den lilla drottningen av Saba". 

## Biografi
Arwa föddes i Haraz i Jemen år 1048 som brorsdotter till drottning Asma bint Shihab, maka och samregent till Jemens monark Ali al-Sulayhi. Hon blev tidigt föräldralös, och fostrades av sin faster i Sana. Vid sjutton års ålder gifte hon sig 1065 med sin faster och fostermors son, sin kusin Ali al-Sulayhi. Paret hade två söner och två döttrar. 

### Tidig regering
När hennes svärfar år 1067 mördades av Sa'id ibn Najar av Zabīd, blev hennes make Jemens monark, men eftersom han var förlamad och sängliggande, överlät han sina befogenheter på henne. Arwa blev därmed fullt formellt hans medregent, och hennes namn lästes upp i khutbah i moskéerna enligt sed för en regerande monark. Jemen var vid denna tid vasall under fatimiderna, och hennes namn nämndes därmed efter fatimidkalifen al-Mustansir Billah. Hennes svärmor Asma biträdde henne som medregent fram till sin död 1087. 
Till skillnad från sin svärmor, drottning Asma, visade sig inte Arwa obeslöjad. Orsaken uppges vara att eftersom hon var vacker och betydligt yngre än sin svärmor, så skulle det ha upplevts som alltför provocerande för henne att följa dennas exempel och visa sig utan slöja. Däremot följde hon sin svärmors exempel genom att öppet delta i regeringssammanträderna och därmed öppet umgås med män, i stället för att möta sina ministrar dold bakom en skärm, som enligt dåvarande muslimsk moral skulle ha ansetts mer passande. 
Drottning Arwa lät flytta Jemens huvudstad från Sana till Jibla, där hon lät uppföra ett palats, samtidigt som det gamla palatset blev en moské, Zi Jibla. Hon lät också förbättra vägen till Samarra. Arwa beskrivs som vacker och from, bildad inom poesi och religion, självständigt lagd, modig och intelligent. Arwa lät också uppföra flera skolor, stödde jordbruket och förbättrade ekonomin. År 1084 tillerkände Imām al-Mustansir Billah henne titeln hujjat, den högsta rangen inom Yemen dawah: det var den första gången i islams historia som en kvinna hade mottagit ett sådant erkännande. Under hennes regeringstid sändes missionärer ur Ismāʿīlī-riktningen till Indien, där de fick en spridning i Gujarat. År 1088 lät hon hämnas sin svärfars död sedan hon tillfångatagit hans mördare i en fälla. 

### Regering med Saba ibn Ahmad
När hennes make avled år 1091, övertalades hon av sin överordnade fatimidkalifen att gifta sig med sin avlidne makes kusin Saba ibn Ahmad. Hon gick med på saken för att kunna kvarstå som regent, men hennes andra äktenskap blev troligen inte fullbordat.
Vid schismen 1094 stödde hon al-Musta'li som den rättmätige kalifen efter al-Mustansir Billah, något som säkrade denne stöd från hela övriga Jemen och det muslimska Indien. Genom sitt stöd för Imām at-Tāyyīb, blev hon ledare för fraktionen Taiyabi Ismaili, och kunde med deras stöd utnämna Zoeb bin Moosa as Da'i al-Mutlaq till viceregent åt Imām Taiyyab. Hennes fiender gav då sitt stöd till al-Hafiz.

### Ensam regent
Vid hennes andre makes död 1101, vägrade Arwa gifta om sig, och lyckades kvarstå som regent trots detta. Hon regerade sedan ensam fram till sin död 1138. Hennes grav i Jibla blev ett föremål för pilgrimsfärder. Drottning Arwa-universitet har fått sitt namn efter henne.